# Bawełniak trawny
Bawełniak trawny (Sigmodon alstoni) – gatunek ssaka z podrodziny bawełniaków (Sigmodontinae) w obrębie rodziny chomikowatych (Cricetidae).

## Zasięg występowania
Bawełniak trawny występuje w północno-wschodniej Kolumbii, Wenezueli, Gujanie i północno-wschodniej Brazylii.

## Taksonomia
Gatunek po raz pierwszy zgodnie z zasadami nazewnictwa binominalnego opisał w 1881 roku brytyjski zoolog Oldfield Thomas nadając mu nazwę Reithrodon alstoni. Holotyp pochodził z miasta Cumaná, w stanie Sucre, w Wenezueli. 
S. alstoni pierwotnie został umieszczony w rodzaju Reithrodon, a następnie jako gatunek typowy do Sigmomys, który obecnie uważany za synonim Sigmodon. Autorzy Illustrated Checklist of the Mammals of the World uznają ten takson za gatunek monotypowy rozpoznają podgatunków.

### Etymologia
- Sigmodon: gr. σῖγμα sigma „litera Σ”; ὀδούς odous, ὀδóντος odontos „ząb”; w aluzji do sigmoidalnego wzoru na zębach trzonowych gdy ich korony są zużyte[9].
- alstoni: Edward Richard Alston (1845–1881), szkocki przyrodnik i zoolog[10].

## Morfologia
Długość ciała (bez ogona) 106–152 mm, długość ogona 72–102 mm, długość ucha 30 mm, długość tylnej stopy 30–36 mm; masa ciała 74 g. 

## Tryb życia
Aktywny głównie w dzień, może być aktywny także w nocy, jeśli populacja jest wysoka. Żywi się grzyby, niektórymi nasionami, owadami oraz pokarmem roślinnym. Jego gniazda są zwykle pod kłodami, skałami, albo gęstymi kępami traw. Czasem zabierają nory innych ssaków.

## Populacja
Jest to powszechna populacja.

## Zagrożenia
Nie są znane poważne zagrożenia dla tego gatunku.